# Caixote
Marco Antônio do Carmo Pontes (Presidente Prudente, 1962), conhecido como Caixote, é um compositor, produtor musical, instrumentista e arranjador brasileiro. Tornou-se notório por atuar na produção de diversos álbuns do gênero sertanejo.

## Biografia
Ganhou o apelido por causa de sua altura (mede 1,66m). Vem de uma família com experiência na música, pois seu pai, Aluísio Pontes, foi diretor da gravadora Chantecler, e seus irmãos são músicos.
Está na carreira artística desde a década de 1970. Ao conhecer o compositor Nil Bernardes, fez arranjos para um disco da cantora Xuxa. Aproximou-se do universo sertanejo, trabalhando com diversos nomes do gênero.
Esteve nos arranjos das faixas “Fim de festa” e “Seca malvada” para o álbum produzido em 1998 da dupla Zezé di Camargo & Luciano. Participou das músicas “Dez segundos pra dizer adeus”, “Eu vou dar um tempo”, “Nunca mais” e  “120…150…200 km, por hora” do álbum Tempo, de Leonardo.
Como compositor foi o autor da música "Irresistível", composta ao lado de Cecílio Nena e Antônio Luiz para a dupla Zezé di Camargo & Luciano. Outra canção foi "Até Você Voltar", da mesma parceria, interpretada por Reginaldo Rossi.
Foi o arranjador dos álbuns Ao Vivo, de Bruno & Marrone; Alma Sertaneja, de Roberta Miranda; e O Chão Vai Tremer, de Edson & Hudson.
Como músico, fez shows em diversos países no exterior, inclusive no Madison Square Garden, em Nova York. Na década de 2000, foi diretor e arranjador da banda do Domingão do Faustão, na Globo.
Em 2024, foi o produtor do álbum comemorativo dos 65 anos de carreira de Sérgio Reis.